# Lista atacurilor cu rachete din invazia Rusiei în Ucraina (2022–prezent)

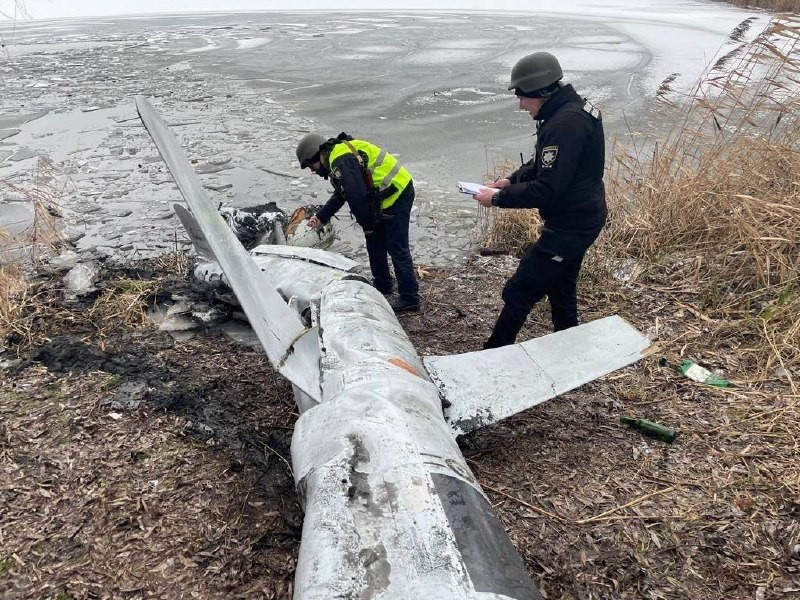
Rachetă rusească recuperată dintr-un lac în urma unui asupra Kievului din 26 ianuarie 2023

Lista atacurilor cu rachete executate de toate părțile implicate în invazia Rusiei în Ucraina din 2022 este segmentată pe luni, conform tabelului de mai jos. Sunt enumerate doar atacurile certificate în surse de încredere, țintele cărora sunt sau sunt considerate a fi obiective militare sau de infrastructură. Nu sunt enumerate loviturile cu rachete neghidate efectuate de forțele de aviație, artilerie, sisteme de lansare multiplă și sisteme S-300.

## Liste lunare și atacuri importante
Legăturile hyperlink din coloana „Luna” duc la tabele detaliate cu toate atacurile din luna respectivă. Coloana alăturată enumerează doar atacuri de o importanță deosebită. Drapelele semnifică țara care deținea controlul asupra obiectivelor lovite la momentul dat.
| Luna            | Atacuri importante |
| --------------- | --- |
| februarie 2022  | - 24 februarie: atacul masiv pe întreg teritoriul țări din prima zi a invaziei⁠(d) - 26 februarie: incendiul de la depozitul de petrol din Vasîlkiv⁠(d) |
| martie 2022     | - 1 martie: atacul asupra clădirii administrației regionale din Harkov⁠(d) - 13 martie: atacul asupra poligonului militar Iavoriv⁠(d) - 18 martie: atacul asupra Deleatîn⁠(d) - 24 martie: atacul asupra portului Berdeansk⁠(d) - 29 martie: atacul asupra clădirii administrației regionale din Nicolaev⁠(d)                                    |
| aprilie 2022    | - 8 aprilie: atacul asupra gării din Kramatorsk - 14 aprilie: scufundarea crucișătorului Moscova⁠(d) |
| mai 2022        | - 9 mai: atacul asupra centrului comercial Riviera⁠(d) din Odesa - 17 mai: atacul asupra cazarmelor din Desna⁠(d) |
| iunie 2022      | - 27 iunie: atacul asupra centrului comercial Amstor⁠(d) din Kremenciug |
| iulie 2022      | - 1 iulie: atacul asupra Serhiivkăi⁠(d) - 14 iulie: atacul asupra Viniței⁠(d) - 15 iulie: atacul asupra Dnipro⁠(d) |
| august 2022     | - 9 august: exploziile de pe aerodromul Sakî⁠(d) - 17-18 august: atacul asupra căminelor din Harkov⁠(d) - 24 august: atacul asupra gării feroviare Ceaplîne⁠(d) |
| septembrie 2022 | |
| octombrie 2022  | - 9 octombrie: atacul asupra Zaporijjei⁠(d) - 10 octombrie: atac asupra infrastructurii energetice din Ucraina⁠(d) - 22 octombrie: atac asupra infrastructurii energetice din Ucraina⁠(d) - 31 octombrie: atac asupra infrastructurii energetice din Ucraina⁠(d) - 31 octombrie: prima rachetă rusească căzută pe teritoriul Republicii Moldova |
| noiembrie 2022  | - 15 noiembrie: atac asupra infrastructurii energetice din Ucraina⁠(d) - 15 noiembrie: prima rachetă rusească căzută pe teritoriul NATO - 23 noiembrie: al cincilea atac asupra infrastructurii energetice din Ucraina⁠(d) |
| decembrie 2022  | - 5 decembrie: atac asupra infrastructurii energetice din Ucraina⁠(d) - 16 decembrie: atac asupra infrastructurii energetice din Ucraina⁠(d) - 29 decembrie: atac asupra infrastructurii energetice din Ucraina⁠(d) |
| ianuarie 2023   | - 14 ianuarie: atacul asupra unui bloc de locuit din Dnipro⁠(d) - 26 ianuarie: atac asupra infrastructurii energetice din Ucraina⁠(d) |
| februarie 2023  | - 10 februarie: atac asupra infrastructurii energetice din Ucraina⁠(d) - 16 februarie: atac asupra infrastructurii energetice din Ucraina⁠(d) |
| martie 2023     | |
| aprilie 2023    | |
| mai 2023        | |
| iunie 2023      | |
| iulie 2023      | |
| august 2023     | |
| septembrie 2023 | |
| octombrie 2023  | |
| noiembrie 2023  | |
| decembrie 2023  | |
| ianuarie 2024   | |
| februarie 2024  | |
| martie 2024     | |
| aprilie 2024    | |
| mai 2024        | |
| iunie 2024      | |